# Петро Павлович Цеголко
Петро Цеголко (нар.3 листопада 1956, Мишів) — український телеведучий, прозаїк, есеїст, журналіст, громадський та політичний діяч. Заслужений журналіст України. Член Національної спілки журналістів України з 1984 року.

## Життєпис
Петро Цеголко народився 3 листопада 1956 року у селі Мишів тодішнього Іваничівського, нині Володимирського району Волинської області.
З 1964 по 1972 рік навчався у Мишівській восьмирічній школі. Після закінчення у 1974 році Іваничівської середньої школи № 1 вступив на факультет журналістики ЛНУ імені Івана Франка, який закінчив у 1979 році.
Петро Цеголко розпочав свою журналістську працю у 1978 році, ще під час навчання на четвертому курсі на посаді стажера Львівської обласної молодіжної газети «Ленінська молодь» (згодом «Молода Галичина»).
Здобувши фах, працював кореспондентом газети «Львівський залізничник», а з квітня 1981 року – кореспондентом Львівського обласного радіо.
З 1985 року – на Львівському телебаченні. За цей час у ЛДТБ зробив кар'єру від редактора, завідувача редакцією, ведучого телепрограм до директора Агентства комерційних програм.
Цикл телепрограм «Народний депутат» транслювався впродовж кількох років в етері Українського телебачення та засвідчив їхню тематичну спрямованість саме на утвердження української державності. Високі рейтинги глядацької аудиторії здобула авторська програма «ЛАД» («Людина. Автомобіль. Дорога»).
Петро Цеголко неодноразово обирався головою профкому Львівської державної телерадіокомпанії.
З 1996 до 2000 року працював експертом з питань реклами ТзОВ «Ілта Львів», дилера автомобільної компанії «Пежо» у західноукраїнському регіоні, заступником генерального директора з питань маркетингу та реклами ТзОВ «Розточчя».
Будучи членом Національної спілки журналістів України з 1984 року, бере активну участь як член секретаріату у діяльності Львівської обласної журналістської організації. У 2011 році постановою секретаріату НСЖУ нагороджений Золотою медаллю Української журналістики.
З лютого 2001 до листопада 2021 року Цеголко працював на посаді представника Національної ради України з питань телебачення і радіомовлення у Львівській області. За цей час зробив значний внесок для розвитку телерадіопростору Львівщини, зокрема, у різних містах області запрацювало 19 місцевих ФМ-радіостанцій.
У 2007 році Петру Цеголку присвоєно Почесне звання «Заслужений журналіст України».
За вагомий особистий внесок у розвиток вітчизняного телебачення та радіомовлення, багаторічну сумлінну працю та високий професіоналізм у травні 2010 року його нагороджено грамотою ВРУ.
Неодноразово нагороджений почесними грамотами Національної ради України з питань телебачення і радіомовлення, а за розбудову телерадіопростору Львівщини він у 2013 році удостоєний Почесної відзнаки НРУПТР.
У 2016 році його нагородили орденом «За заслуги» ІІІ ступеня.
З 2020 року Петро Цеголко – депутат Львівської обласної ради, VIII скликання, заступник голови постійної комісії з питань культури, інформаційної політики та промоції.
Живе та працює у Львові. Разом із дружиною Іриною виховали двох дітей. Дочка Мар’яна – працівник ІТ-компанії, син Святослав працював прес-секретарем Президента України Петра Порошенка. Має чотирьох онуків.

## Творчість
Автор прозових творів, публіцистичних статей, нарисів та есеїв, сценаріїв телефільмів, зокрема новел та оповідань, надрукованих у журналах «Дзвін» (Львів): 2021 р. № 6, 2022 р. № 5-6, № 11-12, 2023 р. № 1-2, 2024 р. № 7-8; «Буковинському журналі» (Чернівці): 2021 р. № 4.

## Нагороди
- Заслужений журналіст України (2007).
- Грамота Верховної Ради України (2010)[13].
- Золота медаль української журналістики (2011).
- Почесна відзнака Національної ради України з питань телебачення і радіомовлення (2013).
- Орден «За заслуги» ІІІ ступеня (2016)[14].
- Почесна відзнака Львівської обласної ради «30 років незалежності України» (2021).